# The Toyota Way
The Toyota Way est une philosophie de management des personnes qui est propre à l'entreprise Toyota. Il ne doit pas être confondu avec le système de production de Toyota qui, comme son nom l'indique, est un système de production qui s'applique aux produits et services délivrés par l'entreprise.
The Toyota Way repose sur 14 principes. Les idées principales sont de faire reposer les décisions de gestion sur « un sens philosophique de la finalité », de penser à long terme, d'avoir un processus prévu pour résoudre les problèmes, de contribuer à la valeur de l'organisation en faisant évoluer ses employés, et de reconnaître que la résolution continuelle des problèmes à la source conduit l'organisation à apprendre .
Depuis les années 1980, les véhicules Toyota et Lexus sont reconnus pour leur qualité et sont systématiquement mieux notés que ceux fabriqués par d'autres constructeurs de voitures dans les enquêtes de satisfaction d'automobilistes, ceci en grande partie (d'après Jeffrey Liker, un professeur d'ingénierie industrielle de l'université du Michigan) en raison de  la philosophie du métier sous-jacente à son système de production.

## Les quatorze principes
La  façon de faire Toyota a été définie comme « un système conçu pour fournir aux gens les outils leur permettant d'améliorer de façon continue leur travail » . Les quatorze principes de la  façon de faire Toyota se répartissent en 4 sections : 
1. Philosophie à long terme
2. Le bon processus produira les bons résultats
3. Contribuer à la valeur de l'organisation en faisant évoluer ses employés
4. Résoudre sans cesse les problèmes fondamentaux conduit l'organisation à apprendre.

Les principes sont explicités et brièvement décrits ci-dessous :

### Section I – Philosophie à long terme

#### Principe 1
- Asseoir les décisions de gestion sur une philosophie à long terme, même si cela doit se faire au détriment des objectifs financiers à court terme.

Les gens ont besoin d'une raison pour se motiver et établir des objectifs.

### Section II – Le bon processus produira les bons résultats

#### Principe 2
- Créer un processus en flux continu pour faire apparaître les problèmes.

Les processus de travail sont revus et corrigés pour éliminer les gaspillages (muda) au moyen du processus d'amélioration continue – kaizen. Les huit types de gaspillage sont :
1. La surproduction
2. L'attente
3. Le transport superflu
4. L'excès de traitement ou le traitement incorrect
5. L'excès de stock
6. Le mouvement inutile
7. Les défauts
8. La créativité non exploitée des employés

#### Principe 3
- Utiliser des systèmes à flux tiré pour éviter la sur-production.

C'est une méthode dans laquelle le processus signale à l'amont qu'il a besoin de plus de matériaux. Les systèmes à flux tiré n'ont le droit de commencer à produire que lorsque l'opération suivante leur en a fait la demande. Ce processus est nécessaire pour réduire la sur-production.

#### Principe 4
- Niveler la charge de travail (heijunka). (Travailler comme la tortue, et non comme le lièvre).

Cela aide à atteindre le but de minimisation des gaspillages (muda), sans surcharger les personnes ou les équipements (muri), et sans créer des niveaux de production irréguliers (mura).

#### Principe 5
- Bâtir une culture où l'on s'arrête pour régler les problèmes, pour atteindre la qualité dès le départ.

La qualité vient en premier (jidoka). N'importe quel employé dans le système de production de Toyota a l'autorité d'arrêter le processus pour signaler un problème de qualité.

#### Principe 6
- Des tâches et des opérations normalisées sont le fondement de l'amélioration continue et de l'autonomisation des employés.

Bien que Toyota possède un système bureaucratique, la façon dont celui-ci est mis en œuvre permet l'amélioration continue (kaizen) chez les personnes concernées. Il donne à l'employé la possibilité de participer à la croissance et à l'amélioration de la société.

#### Principe 7
- Faire appel à des contrôles visuels afin qu'aucun problème ne soit caché.

De ce principe découle le programme des 5S, à savoir cinq étapes utilisées pour rendre chaque espace de travail efficient et productif, aider les employés à partager leur poste de travail, réduire le temps nécessaire pour trouver l'outil qui convient et améliorer l'environnement de travail.
- Seiri (trier) : évacuer les objets inutiles.
- Seiton (ranger) : trouver une place pour chaque chose.
- Seiso (briquer) : garder les lieux propres.
- Seiketsu (normaliser) : créer des règles et des procédures d'exécution normalisées.
- Shitsuke (maintenir) : maintenir le système en état et continuer de l'améliorer

#### Principe 8
- N'utiliser que des technologies fiables, soigneusement testées et au service des employés et processus.

La technologie est réclamée (pull technology) par la fabrication, et non pas imposée (push technology) à la fabrication.

### Section III – Contribuer à la valeur de l'organisation en développant ses employés

#### Principe 9
- Favoriser l'évolution de chefs de file qui ont une compréhension complète du travail, qui portent en eux la philosophie, et l'enseignent aux autres.

Sans une attention de tous les instants, les principes peuvent décliner. Les principes doivent être enracinés, cela doit devenir la façon dont on pense. Les employés doivent être éduqués et entraînés : ils doivent se maintenir en apprentissage permanent.

#### Principe 10
- Faire apparaître des employés et des équipes exceptionnelles qui suivent la philosophie de sa société.

Les équipes devraient être constituées de 4 à 5 personnes et de nombreux niveaux de gestion. Le succès repose sur l'équipe, non sur l'individu.

#### Principe 11
- Respecter son réseau étendu de partenaires et de fournisseurs en les stimulant et en les aidant à s'améliorer.

Toyota traite ses fournisseurs un peu comme ses employés, les incitant à mieux faire et les aidant à y arriver. Toyota fournit des équipes multi-fonctionnelles pour aider les fournisseurs à découvrir et à résoudre les problèmes et ce faisant devenir meilleurs et plus solides.

### Section IV – Résoudre sans cesse les problèmes fondamentaux conduit l'organisation à apprendre

#### Principe 12
- Se déplacer et observer par soi-même pour comprendre pleinement la situation (genchi genbutsu).

On attend des cadres chez Toyota qu'ils conduisent des opérations du type « aller voir ». Sans vivre la situation en premier lieu, les cadres ne comprendront pas comment elle peut être améliorée. De plus, ils ont pour ligne de conduite les dix principes de gestion de Tadashi Yamashima (président du Centre Technique de Toyota, en anglais Toyota Technical Center ou TTC) :
1. Toujours garder la cible finale à l'esprit.
2. Assigner clairement les tâches pour soi-même et les autres.
3. Ne penser et ne parler que sur des informations et des données vérifiées, prouvées.
4. Tirer pleinement parti de la sagesse et des expériences d'autrui pour diffuser, rassembler l'information ou en discuter.
5. Partager l'information avec les autres en temps opportun.
6. Toujours rapporter, informer et consulter en temps opportun.
7. Analyser et comprendre les lacunes de ses capacités de façon quantifiable.
8. S'efforcer sans relâche de mener des activités d'amélioration continue (kaizen).
9. Penser « hors des sentiers battus », ou en faisant fi du bon sens et des règles courantes.
10. Être toujours attentif à sa sécurité et sa santé.

#### Principe 13
- Ne pas se presser pour prendre les décisions par consensus, en considérant minutieusement toutes les options; appliquer les décisions rapidement (nemawashi).

Voici les paramètres de décision :
1. Identifier la réalité des événements (« aller voir ») afin de tester
2. Déterminer la cause sous-jacente
3. Considérer un large éventail de solutions de rechange
4. Établir un consensus sur la résolution
5. Utiliser des outils de communication efficients

#### Principe 14
- Devenir une organisation apprenante par une réflexion incessante (hansei) et une amélioration continue (kaizen).

La transformation en une organisation apprenante implique de critiquer tous les aspects de ce que l'on fait. La technique générale de résolution de problèmes comporte les étapes suivantes :
1. Perception initiale du problème
2. Clarification du problème
3. Localisation du périmètre ou du point précis de la cause
4. Analyse de la cause profonde (les 5 pourquoi)
5. Action corrective
6. Évaluation
7. Normalisation

## Mise en application des principes
Le problème se pose de l'assimilation de ces principes maintenant que Toyota a des centres de production dans différents pays. Comme le note un article du New York Times, si la culture d'entreprise a pu être disséminée facilement par oral lorsque Toyota n'était implanté qu'au Japon, du fait de la mondialisation de la production, de nombreuses cultures différentes doivent être prises en considération. Des concepts comme « la propriété mutuelle des problèmes », ou le genchi genbutsu (résoudre les problèmes à la source plutôt qu'à son bureau), et l'« esprit kaizen » (un sentiment de crise permanent derrière la conduite de l'amélioration continue), peuvent rester mal connues des Américains ou de personnes d'autres cultures. Une récente augmentation des rappels de véhicule pourrait être due, en partie, à « l'incapacité de Toyota à diffuser son obsession de l'excellence dans les rangs de plus en plus nombreux des travailleurs et cadres des usines outre-mer ». Toyota s'efforce de répondre à ces besoins en établissant des instituts de formation aux États-Unis et en Thailande.